# Carl Leopold von Blücher
Carl Leopold von Blücher (3. maj 1742 på Gutow i Mecklenburg-Schwerin – 12. september 1804 i Rendsborg) var en dansk officer.

## Biografi
Carl Leopold von Blücher var en søn af meklenborgsk oberstløjtnant Ulrich Hans von Blücher (1691 – 19. april 1758) til Rosenow og dennes anden hustru Maria Dorothea født Müller (1706 – 19. marts 1786). Blücher fik sin første uddannelse i pagekorpset i Schwerin, men kom efter opfordring fra sin halvbroder af samme navn (Carl Leopold von Blücher, 1719-1775), der var dansk rytterofficer, til Danmark 1758 og blev ansat som fændrik i Livgarden til Fods. Her var han 1768 avanceret til kaptajn, men udtrådte året efter for at gå i russisk tjeneste. Under den kendte feltmarskal Pjotr Rumjantsev deltog han derpå med udmærkelse i Tyrkekrigen 1770-74, udnævntes til russisk oberstløjtnant og dekoreredes af Katarina den Store med Sankt Georgsordenen, hvormed fulgte en årlig indtægt af 100 Rubler. 1774 vendte han på den danske regerings befaling tilbage forsynet med et særdeles anbefalende brev fra Rumjantsev og blev ansat som oberstløjtnant i regimentet Delmenhorst. 1780 blev han oberst, 1786 chef for viborgske regiment og 1789 generalmajor og chef for det oldenborgske infanteriregiment. Under den store troppesamling ved Rendsborg 1803 havde han kommandoen over en brigade.
Blücher ægtede 6. marts 1778 Albertine Elisabeth Caroline von Oertzen (1752 – 31. marts 1833), en datter af major Victor Sigismund von Oertzen og Eva Sophie Eleonora født von Krakewitz. 1784 kom han ved overenskomst med sine søskende i besiddelse af familiesædet Rosenow. Han døde i Rendsborg 12. september 1804.